# 五百罗汉山
五百罗汉山通常指以雕塑形式记录的五百罗汉形象。若以图画形式记录则称为五百罗汉图。
传说佛教初兴时期，经文以口口相传。在佛陀入灭之后，其弟子为了保证佛经的流传，在佛陀弟子大迦叶尊者的领导下，于灵鹫山下王舍城的七叶窟进行集结，共有五百名弟子参加。此次集结称为「王舍城集结」，「五百集结」或「七叶窟集结」。经过几次集结，最终形成了经文的文字记录。
为表彰和纪念这些参与集结并使得经文得以书面形式流传下去的弟子，后世将他们追封为小乘佛教最高地位的罗汉，并以五百罗汉山或五百罗汉图的形式对他们进行物化的纪念。